# Ildjarn
Ildjarn est un groupe (one man band) de black metal norvégien, originaire de Bø, dans le comté de Telemark. En 1995, Ildjarn publie un premier album homonyme, qui contient au total 27 chansons. Le projet apparaît pour la dernière fois pour la compilation Ildjarn, en 2005, et est dissous la même année. En 2013, les albums de Ildjarn sont réédités par Season of Mist.

## Biographie
Ildjarn est formé en 1991 par son unique membre Vidar Vaaer, qui a aussi pour pseudonyme le nom d'Ildjarn joue tous les instruments et fait le chant. Les paroles norvégiennes sont presque inaudibles. Certaines compositions ont été entièrement réalisées à l'aide d'un synthétiseur. Vidar Vaaer est le seul membre du groupe. Cependant, Nidhogg vient se joindre à Idjarn pour jouer le temps de quelques sessions. Il jouait du clavier et de la boîte à rythme, et chantait.
En 1995, Ildjarn publie un premier album homonyme, qui contient au total 27 chansons. Le groupe Sort Vokter produit un seul album intitulé Folkloric Necro Metal, composé de Vidar Vaaer et de Nidhogg, publié en 1996 chez Norse League Productions,. La même année sort le deuxième album de Ildjarn, Strength and Anger suivi d'un troisième, Forest Poetry,,.
En 2003, ils effectuent un split. Il y a aussi Tomas Thormodsæter Haugen et Vegard Sverre Tveitan connus sous les pseudonymes Samoth et Ihsahn respectivement qui sont venus chanter pour Ildjarn. La dernière production musicale sortie en 2005 s'intitule Ildjarn is Dead (littéralement « Ildjarn est mort ») confirme la dissolution d'Ildjarn la même année. Une des motivations de Vidar Vaaer de mettre fin à Ildjarn est le bris de son enregistreur de cassettes quatre pistes.
En 2013, toute la collection des albums du groupe est annoncée pour une réédition par Season of Mist,.

## Discographie

### Démos et EPs
- 1992 : Unknown Truths
- 1992 : Seven Harmonies of Unknown Truths
- 1993 : Ildjarn
- 1993 : Norse
- 1994 : Minnesjord
- 1996 : Svartfråd
- 2001 : Son of the Northstar
- 2002 : Hardangervidda part 2
- 2004 : Minnesjord - The Dark Soil
- 2005 : Nocturnal Visions
- 2005 : Ildjarn 93

### Compilations
- 1995 : Det Frysende Nordariket
- 2002 : 1992-1995
- 2003 : Ildjarn-Nidhogg
- 2005 : Ildjarn is Dead